# Ludwigshafen am Rhein
Ludwigshafen am Rhein er en by i den tyske delstat Rheinland-Pfalz, i det vestlige Tyskland, ikke langt fra grænsen til Frankrig. Byen har omtrent 165.000 indbyggere og ligger ved Rhinen med byen Mannheim på den modsatte side af floden. Sammen med Mannheim, Heidelberg og det omkringliggende område danner de området Rhein-Neckar.
Ludwigshafen er kendt for kemisk industri, eksempelvis er BASF fra byen.

Inden for kulturlivet har man Staatsphilharmonie Rheinland-Pfalz og det kendte Wilhelm-Hack-Museum med sine flotte keramikvægge, som blev lavet af kunstneren Joan Miró.

## Kendte bysbørn
Forhenværende forbundskansler Helmut Kohl
Filosoffen Ernst Bloch
Bjergklatreren Wolfgang Güllich